# Усалинское сельское поселение
Усалинское се́льское поселе́ние — муниципальное образование в Мамадышском районе Татарстана Российской Федерации.
Административный центр — село Усали.

## История
Статус и границы сельского поселения установлены Законом Республики Татарстан от 31 января 2005 года № 35-ЗРТ «Об установлении границ территорий и статусе муниципального образования "Мамадышский муниципальный район" и муниципальных образований в его составе».

## Население
| 2010  | 2011  | 2012  | 2013  | 2014  | 2015  | 2016  |
| ----- | ----- | ----- | ----- | ----- | ----- | ----- |
| 1527  | ↘1518 | ↘1451 | ↘1414 | ↘1382 | ↘1343 | ↘1298 |
| 2017  | 2018  |       |       |       |       |       |
| ↘1261 | ↘1211 |       |       |       |       |       |

## Состав сельского поселения
| № | Населённый пункт | Тип населённого пункта       | Население |
| - | ---------------- | ---------------------------- | --------- |
| 1 | Берсут-Сукаче    | деревня                      |           |
| 2 | Верхний Берсут   | село                         |           |
| 3 | Владимирово      | село                         |           |
| 4 | Дружба           | посёлок                      |           |
| 5 | Кук-Чишма        | деревня                      |           |
| 6 | Усали            | село, административный центр |           |